# Dirk Berger
Dirk Berger (* 1. August 1969 in Borna) ist ein deutscher Künstler und Illustrator, der vorrangig im Bereich Buchillustration und Comic tätig ist. Dabei illustrieren seine Bilder mittlerweile mehr als 200 veröffentlichte Werke unter anderem von Stephen King, Dean Koontz, Joe R. Lansdale, Gene Wolfe, Steven Erikson, Ian McDonald, Joe Hill und Bentley Little.

## Biographie
Dirk Berger wurde in Borna bei Leipzig geboren, studierte an der Universität Leipzig Lehramt für Mathematik und Physik und arbeitet heute an einer Leipziger Schule als Lehrer. Seine grafischen Werke wurden unter anderem zweimal mit dem Kurd-Laßwitz-Preis ausgezeichnet. Zu seinen Auftraggebern zählen die Verlage SST Publishing, PS Publishing, Centipede Press, Festa-Verlag, Bastei Lübbe und andere.

## Veröffentlichungen

### Titelbilder  (Auswahl)
- Tim Powers: Powers: Secret Histories: A Bibliography, mit John Berlyne, PS Publishing, 2009
- Steven Erikson: Crack'd Pot Trail, PS Publishing, 2009
- Gene Wolfe: The Sorcerer's House, PS Publishing, 2009
- James P. Blaylock: Land of Dreams, JABberwocky Literary Agency, 2012
- Kristine Kathryn Rusch: Destiny, WMG Publishing, 2012
- Ian McDonald: Chaga, JABberwocky Literary Agency, 2012
- Graham Masterton: Bestialisch: Unmenschliche Geschichten, Festa-Verlag, 2013
- Michael Cobley: Shadowgod, JABberwocky Literary Agency, 2014
- Ian Tregillis: Saat des Unheils, Festa-Verlag, 2014
- Dirk van den Boom: Der kalte Krieg - Canopus, Atlantis-Verlag, 2018
- Alliette de Bodard: The Tea Master and the Detective, 2018
- Ian R. MacLeod: Red Snow, JABberwocky Literary Agency, 2018
- Stefan Boucher: Blut und Stahl, Atlantis-Verlag, 2020 (2020)
- Phantastisch Magazin #77: The Longest Journey (Cover), Atlantis-Verlag, 2020
- Exodus, #40: Themenband Mars Teil 1,2020
- Joe Hill: Gunpowder, Festa-Verlag, 2021
- Joe R. Lansdale: Moon Lake, SST Publishing, 2022
- Bentley Little: The Store, Lividian Press, 2023
- Stephen King: Briefe aus Jerusalem, Festa-Verlag, 2023
- Richard Matheson: Die besten Erzählungen - Albtraum über den Wolken & Duell, Festa-Verlag, 2025

### Als Herausgeber
- Richard Matheson: Die besten Erzählungen - Albtraum über den Wolken & Duell, Festa-Verlag, 2025

## Auszeichnungen
- 2005: Kurd Laßwitz Preis – Beste Graphik zur SF
- 2016: Kurd Laßwitz Preis – Beste Graphik zur SF
- 2024: Kurd Laßwitz Preis – Beste Graphik zur SF